# Mezei poszméh
A mezei poszméh (Bombus pascuorum) a rovarok (Insecta) osztályának hártyásszárnyúak (Hymenoptera) rendjébe, ezen belül a fullánkosdarázs-alkatúak (Apocrita) alrendjébe és a méhfélék (Apidae) családjába tartozó faj.

## Előfordulása
A mezei poszméh Európa nagy részén honos. A leggyakoribb poszméhfajok közé tartozik, és mindenütt rendszeresen előfordul.

## Megjelenése
Ez a poszméhfaj 14-22 milliméter hosszú. Meghatározása nem könnyű: az eligazodásban mindenekelőtt a tor halvány rozsdássárga (rozsdavörös) szőrzete nyújt segítséget. A rovar elmosódott sötétszürke és sárga színű, szőrzete borzasan eláll. A poszméhek a legnagyobb termetű méhek közé tartoznak. Vaskos és tömött testüket rendszerint tarka szőrbunda fedi.

## Életmódja
A mezei poszméh rétek, mezők, kertek, parkok, szántók és erdőszélek lakója. Nyirkos és száraz helyeken, a mély fekvésű területekről a magashegységek törpefenyves övéig megtalálható.

## Szaporodása
Mint valamennyi európai poszméhfaj, a mezei poszméh is társasan él egy egyéves államban, amelyhez egész élete során erősen kötődik. A poszméhek nem képesek téli élelmiszer-tartalékokat gyűjteni. Az állam ősszel teljesen elpusztul a régi királynővel együtt. Csak az új nőstények élik túl, melyek kifejlődésük után elhagyták a fészket, hogy a rövid életű hímekkel párosodjanak. Ezek a megtermékenyített fiatal nőstények különböző búvóhelyeken telelnek át, majd tavasszal mohából és viaszból egy-egy alapsejtet építenek, amelyből kikel az 1. nemzedék. Ez közreműködik a további építésben és az ellátásban, úgyhogy a nőstény teljesen a peterakásnak szentelheti magát. A fészek nem nagy, legfeljebb 200 sejtet tartalmaz.

## Források

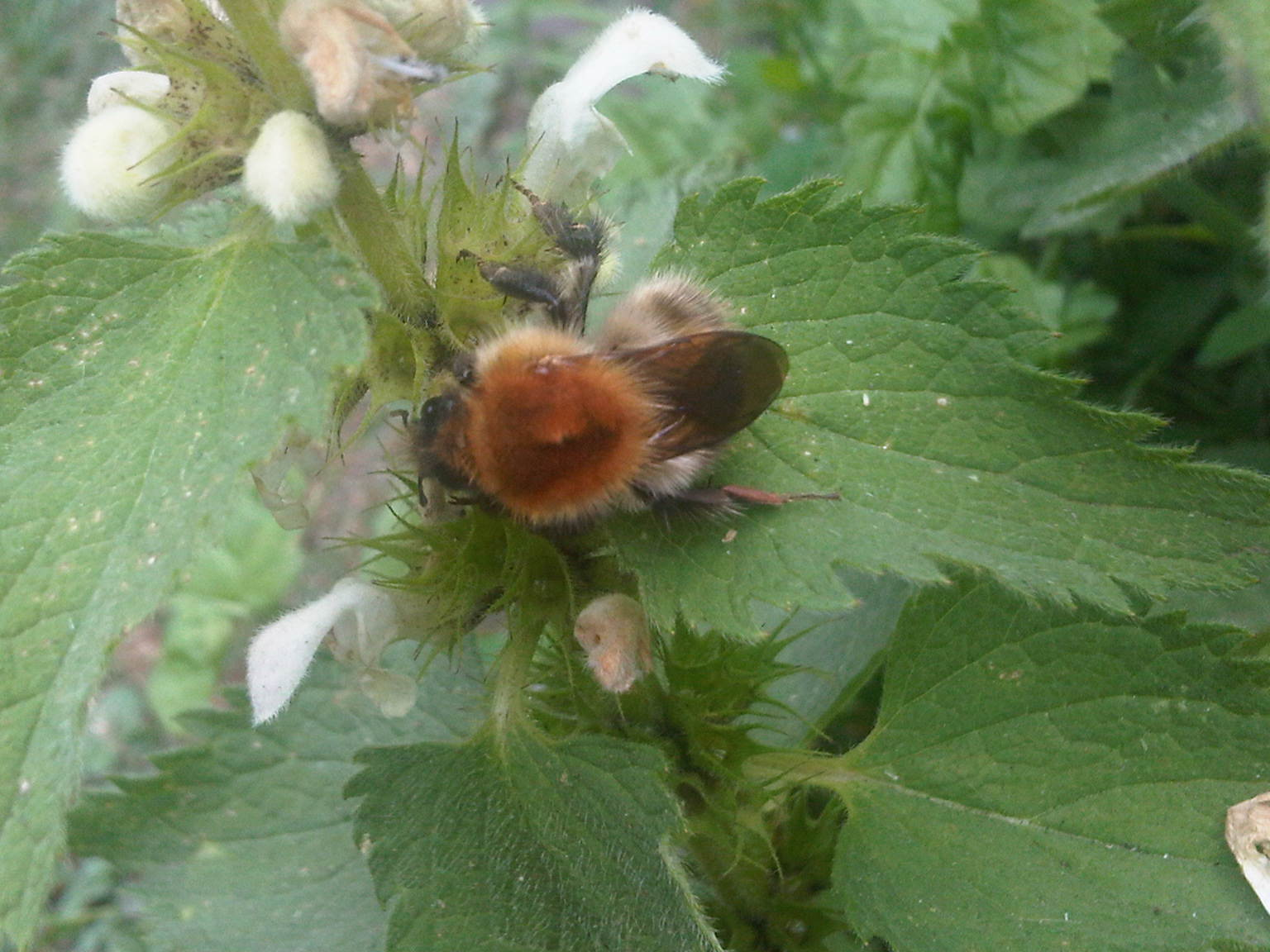
Dolgozó mezei poszméh